# Revista Brasileira de Ciências Sociais
A Revista Brasileira de Ciências Sociais (conhecida pela sigla RBCS e abreviada Rev. bras. Ci. Soc. em referências) é um periódico científico publicado pela Associação Nacional de Pós-Graduação e Pesquisa em Ciências Sociais — ANPOCS. Possui periodicidade quadrimestral, com início em junho de 1986. Em junho de 2012, encontra-se em seu 27º ano e 79º número. A revista não estabelece restrições de temas, disciplinas ou conceitos na seleção de artigos científicos da área de ciências sociais.
A produção gráfica e editoração eletrônica é realizada pela Editora Hucitec e o financiamento da revista se dá com assinaturas e com o apoio de órgãos do governo brasileiro, como o Ministério da Ciência e Tecnologia (MCT), o Conselho Nacional de Desenvolvimento Científico e Tecnológico (CNPq) e a Financiadora de Estudos e Projetos (FINEP). Ela é disponibilizada através da biblioteca digital SciELO.